# غادفينات
الغادفينات (الاسم العلمي: Diaptomoidea) هي فوق فصيلة من القشريات تتبع رتبة الكالانيات من مجذافيات الأرجل.

## التصنيف
- الغادفات
  - الغادفة